# Takao Kobayashi
Pour les articles homonymes, voir Kobayashi.
Takao Kobayashi (小林隆男) est un astronome amateur japonais né en 1961.
Grâce à la technologie CCD, Kobayashi découvre presque 2 500 astéroïdes entre 1991 et 2002, dont les astéroïdes Amor (7358) Oze, (23714) 1998 EC3, (48603) 1995 BC2, et plusieurs astéroïdes troyens de Jupiter.
Takao Kobayashi découvre également la comète périodique 440P/Kobayashi, qu'il croit d'ailleurs d'abord être un astéroïde.
L'astéroïde (3500) Kobayashi est ainsi nommé en son honneur.

## Découvertes
| (4807) Noboru        | 10 janvier 1991  |
| (5924) Teruo         | 7 février 1994   |
| (6275) Kiryu         | 14 novembre 1993 |
| (6276) Kurohone      | 1er janvier 1994 |
| (6346) Syukumeguri   | 6 janvier 1995   |
| (6414) Mizunuma      | 24 octobre 1993  |
| (6418) Hanamigahara  | 8 décembre 1993  |
| (6420) Riheijyaya    | 14 décembre 1993 |
| (6422) Akagi         | 7 février 1994   |
| (6423) Harunasan     | 13 février 1994  |
| (6462) Myougi        | 9 janvier 1994   |
| (6531) Subashiri     | 28 décembre 1994 |
| (6663) Tatebayashi   | 12 février 1993  |
| (6664) Tennyo        | 14 février 1993  |
| (6747) Ozegahara     | 20 octobre 1995  |
| (6839) Ozenuma       | 18 novembre 1995 |
| (6881) Shifutsu      | 31 octobre 1994  |
| (6883) Hiuchigatake  | 10 janvier 1996  |
| (6932) Tanigawadake  | 24 décembre 1994 |
| (6933) Azumayasan    | 28 décembre 1994 |
| (6983) Komatsusakyo  | 17 décembre 1993 |
| (6986) Asamayama     | 24 novembre 1994 |
| (6987) Onioshidashi  | 25 novembre 1994 |
| (6989) Hoshinosato   | 6 décembre 1994  |
| (6990) Toya          | 9 décembre 1994  |
| (6991) Chichibu      | 6 janvier 1995   |
| (6992) Minano-machi  | 27 janvier 1995  |
| (6995) Minoyama      | 24 janvier 1996  |
| (7027) Toshihanda    | 11 décembre 1993 |
| (7134) Ikeuchisatoru | 24 octobre 1993  |
| (7140) Osaki         | 4 mars 1994      |
| (7195) Danboice      | 2 janvier 1994   |
| (7205) Sadanori      | 21 décembre 1995 |
| (7257) Yoshiya       | 7 janvier 1994   |
| (7261) Yokootakeo    | 14 avril 1994    |
| (7262) Sofue         | 27 janvier 1995  |
| (7263) Takayamada    | 21 février 1995  |
| (7304) Namiki        | 9 janvier 1994   |
| (7309) Shinkawakami  | 28 mars 1995     |
| (7351) Yoshidamichi  | 12 décembre 1993 |
| (7354) Ishiguro      | 27 janvier 1995  |
| (7358) Oze           | 27 décembre 1995 |
| (7366) Agata         | 20 octobre 1996  |
| (7434) Osaka         | 14 janvier 1994  |
| (7439) Tetsufuse     | 6 décembre 1994  |
| (7443) Tsumura       | 26 janvier 1996  |
| (7486) Hamabe        | 6 décembre 1994  |
| (7487) Toshitanaka   | 28 décembre 1994 |
| (7504) Kawakita      | 2 janvier 1997   |
| (7505) Furusho       | 3 janvier 1997   |
| (7538) Zenbei        | 15 novembre 1996 |
| (7602) Yidaeam       | 31 décembre 1994 |
| (7611) Hashitatsu    | 23 janvier 1996  |
| (7614) Masatomi      | 2 mars 1996      |
| (7616) Sadako        | 6 novembre 1996  |
| (7618) Gotoyukichi   | 6 janvier 1997   |
| (7668) Mizunotakao   | 31 janvier 1995  |
| (7673) Inohara       | 20 octobre 1995  |
| (7677) Sawa          | 27 décembre 1995 |
| (7682) Miura         | 12 février 1997  |
| (7710) Ishibashi     | 30 novembre 1994 |
| (7713) Tsutomu       | 17 décembre 1995 |
| (7717) Tabeisshi     | 7 janvier 1997   |
| (7797) Morita        | 26 janvier 1996  |
| (7802) Takiguchi     | 2 décembre 1996  |
| (7803) Adachi        | 4 mars 1997      |
| (7844) Horikawa      | 21 décembre 1995 |
| (7845) Mckim         | 1er janvier 1996 |
| (7894) Rogers        | 6 décembre 1994  |
| (7898) Ohkuma        | 15 décembre 1995 |
| (7899) Joya          | 30 janvier 1996  |
| (7901) Konnai        | 19 février 1996  |
| (7956) Yaji          | 17 décembre 1993 |
| (7966) Richardbaum   | 18 février 1996  |
| (8043) Fukuhara      | 6 décembre 1994  |
| (8044) Tsuchiyama    | 28 décembre 1994 |
| (8045) Kamiyama      | 6 janvier 1995   |
| (8046) Ajiki         | 25 janvier 1995  |
| (8047) Akikinoshita  | 31 janvier 1995  |
| (8101) Yasue         | 15 décembre 1993 |
| (8102) Yoshikazu     | 14 janvier 1994  |
| (8104) Kumamori      | 19 janvier 1994  |
| (8110) Heath         | 27 février 1995  |
| (8197) Mizunohiroshi | 15 novembre 1993 |
| (8199) Takagitakeo   | 9 décembre 1993  |
| (8206) Masayuki      | 27 novembre 1994 |
| (8207) Suminao       | 31 décembre 1994 |
| (8210) NANTEN        | 5 mars 1995      |
| (8232) Akiramizuno   | 26 octobre 1997  |
| (8233) Asada         | 5 novembre 1997  |
| (8300) Iga           | 9 janvier 1994   |
| (8301) Haseyuji      | 30 janvier 1995  |
| (8302) Kazukin       | 3 février 1995   |
| (8303) Miyaji        | 9 février 1995   |
| (8304) Ryomichico    | 22 février 1995  |
| (8305) Teika         | 22 février 1995  |
| (8399) Wakamatsu     | 2 janvier 1994   |
| (8400) Tomizo        | 4 janvier 1994   |
| (8403) Minorushimizu | 6 mai 1994       |
| (8424) Toshitsumita  | 1er février 1997 |
| (8431) Haseda        | 31 décembre 1997 |
| (8543) Tsunemi       | 15 décembre 1993 |
| (8544) Sigenori      | 17 décembre 1993 |
| (8571) Taniguchi     | 20 octobre 1996  |
| (8574) Makotoirie    | 6 novembre 1996  |
| (8578) Shojikato     | 19 novembre 1996 |
| (8579) Hieizan       | 11 décembre 1996 |
| (8582) Kazuhisa      | 2 janvier 1997   |
| (8703) Nakanotadao   | 15 décembre 1993 |
| (8704) Sadakane      | 17 décembre 1993 |
| (8706) Takeyama      | 3 février 1994   |
| (8707) Arakihiroshi  | 12 février 1994  |
| (8726) Masamotonasu  | 14 novembre 1996 |
| (8731) Tejima        | 19 novembre 1996 |
| (8733) Ohsugi        | 20 décembre 1996 |
| (8735) Yoshiosakai   | 2 janvier 1997   |
| (8736) Shigehisa     | 9 janvier 1997   |
| (8737) Takehiro      | 11 janvier 1997  |
| (8739) Morihisa      | 30 janvier 1997  |
| (8741) Suzukisuzuko  | 25 janvier 1998  |
| (8883) Miyazakihayao | 16 janvier 1994  |
| (8904) Yoshihara     | 15 novembre 1995 |
| (8905) Bankakuko     | 16 novembre 1995 |
| (8906) Yano          | 18 novembre 1995 |
| (8907) Takaji        | 24 novembre 1995 |
| (8909) Ohnishitaka   | 27 novembre 1995 |
| (8911) Kawaguchijun  | 17 décembre 1995 |
| (8912) Ohshimatake   | 21 décembre 1995 |
| (8915) Sawaishujiro  | 27 décembre 1995 |
| (8923) Yamakawa      | 30 novembre 1996 |
| (8926) Abemasanao    | 20 décembre 1996 |
| (8927) Ryojiro       | 20 décembre 1996 |
| (8929) Haginoshinji  | 29 décembre 1996 |
| (8930) Kubota        | 6 janvier 1997   |
| (8931) Hirokimatsuo  | 6 janvier 1997   |
| (8932) Nagatomo      | 6 janvier 1997   |
| (8934) Nishimurajun  | 10 janvier 1997  |
| (8939) Onodajunjiro  | 29 janvier 1997  |
| (8940) Yakushimaru   | 29 janvier 1997  |
| (8941) Junsaito      | 30 janvier 1997  |
| (8942) Takagi        | 30 janvier 1997  |
| (8946) Yoshimitsu    | 1er février 1997 |
| (8947) Mizutani      | 14 février 1997  |
| (9073) Yoshinori     | 4 mars 1994      |

| (9091) Ishidatakaki     | 2 novembre 1995   |
| (9093) Sorada           | 16 novembre 1995  |
| (9094) Butsuen          | 16 novembre 1995  |
| (9096) Tamotsu          | 15 décembre 1995  |
| (9098) Toshihiko        | 27 janvier 1996   |
| (9099) Kenjitanabe      | 6 novembre 1996   |
| (9100) Tomohisa         | 2 décembre 1996   |
| (9103) Komatsubara      | 14 décembre 1996  |
| (9104) Matsuo           | 20 décembre 1996  |
| (9105) Matsumura        | 2 janvier 1997    |
| (9106) Yatagarasu       | 3 janvier 1997    |
| (9107) Narukospa        | 6 janvier 1997    |
| (9108) Toruyusa         | 9 janvier 1997    |
| (9109) Yukomotizuki     | 9 janvier 1997    |
| (9112) Hatsulars        | 31 janvier 1997   |
| (9114) Hatakeyama       | 12 février 1997   |
| (9212) Kanamaru         | 20 octobre 1995   |
| (9217) Kitagawa         | 16 novembre 1995  |
| (9218) Ishiikazuo       | 20 novembre 1995  |
| (9220) Yoshidayama      | 15 décembre 1995  |
| (9222) Chubey           | 19 décembre 1995  |
| (9225) Daiki            | 10 janvier 1996   |
| (9226) Arimahiroshi     | 12 janvier 1996   |
| (9227) Ashida           | 26 janvier 1996   |
| (9228) Nakahiroshi      | 11 février 1996   |
| (9231) Shimaken         | 29 janvier 1997   |
| (9233) Itagijun         | 1er février 1997  |
| (9234) Matsumototaku    | 3 février 1997    |
| (9388) Takeno           | 10 mars 1994      |
| (9396) Yamaneakisato    | 17 août 1994      |
| (9405) Johnratje        | 27 novembre 1994  |
| (9408) Haseakira        | 20 janvier 1995   |
| (9411) Hitomiyamoto     | 1er février 1995  |
| (9414) Masamimurakami   | 25 octobre 1995   |
| (9415) Yujiokimura      | 1er novembre 1995 |
| (9416) Miyahara         | 17 novembre 1995  |
| (9417) Jujiishii        | 17 novembre 1995  |
| (9419) Keikochaki       | 12 décembre 1995  |
| (9422) Kuboniwa         | 13 janvier 1996   |
| (9424) Hiroshinishiyama | 16 janvier 1996   |
| (9432) Iba              | 1er février 1997  |
| (9434) Bokusen          | 12 février 1997   |
| (9435) Odafukashi       | 12 février 1997   |
| (9436) Shudo            | 1er mars 1997     |
| (9437) Hironari         | 4 mars 1997       |
| (9450) Akikoizumo       | 19 janvier 1998   |
| (9649) Junfukue         | 2 décembre 1995   |
| (9650) Okadaira         | 17 décembre 1995  |
| (9654) Seitennokai      | 13 janvier 1996   |
| (9655) Yaburanger       | 11 février 1996   |
| (9782) Edo              | 25 novembre 1994  |
| (9783) Tensho-kan       | 28 décembre 1994  |
| (9784) Yotsubashi       | 31 décembre 1994  |
| (9785) Senjikan         | 31 décembre 1994  |
| (9786) Gakutensoku      | 19 janvier 1995   |
| (9788) Yagami           | 11 mars 1995      |
| (9791) Kamiyakurai      | 21 décembre 1995  |
| (9792) Nonodakesan      | 23 janvier 1996   |
| (9800) Shigetoshi       | 4 mars 1997       |
| (9807) Rhéné            | 27 septembre 1997 |
| (9887) Ashikaga         | 2 janvier 1995    |
| (9891) Stephensmith     | 15 décembre 1995  |
| (9892) Meigetsuki       | 27 décembre 1995  |
| (9893) Sagano           | 12 janvier 1996   |
| (9898) Yoshiro          | 18 février 1996   |
| (9977) Kentakunimoto    | 2 janvier 1994    |
| (9981) Kudo             | 31 janvier 1995   |
| (10147) Mizugatsuka     | 13 février 1994   |
| (10154) Tanuki          | 31 octobre 1994   |
| (10157) Asagiri         | 27 novembre 1994  |
| (10158) Taroubou        | 3 décembre 1994   |
| (10159) Tokara          | 9 décembre 1994   |
| (10160) Totoro          | 31 décembre 1994  |
| (10161) Nakanoshima     | 31 décembre 1994  |
| (10164) Akusekijima     | 27 janvier 1995   |
| (10166) Takarajima      | 30 janvier 1995   |
| (10169) Ogasawara       | 21 février 1995   |
| (10178) Iriki           | 18 février 1996   |
| (10179) Ishigaki        | 18 février 1996   |
| (10226) Seishika        | 8 novembre 1997   |
| (10364) Tainai          | 3 novembre 1994   |
| (10365) Kurokawa        | 27 novembre 1994  |
| (10367) Sayo            | 31 décembre 1994  |
| (10368) Kozuki          | 7 février 1995    |
| (10399) Nishiharima     | 29 octobre 1997   |
| (10400) Hakkaisan       | 1er novembre 1997 |
| (10401) Masakoba        | 6 novembre 1997   |
| (10832) Hazamashigetomi | 15 novembre 1993  |
| (10900) Folkner         | 30 novembre 1997  |
| (11092) Iwakisan        | 4 mars 1994       |
| (11107) Hakkoda         | 25 octobre 1995   |
| (11108) Hachimantai     | 27 octobre 1995   |
| (11109) Iwatesan        | 27 octobre 1995   |
| (11111) Repunit         | 16 novembre 1995  |
| (11129) Hayachine       | 14 novembre 1996  |
| (11133) Kumotori        | 2 décembre 1996   |
| (11135) Ryokami         | 3 décembre 1996   |
| (11137) Yarigatake      | 8 décembre 1996   |
| (11138) Hotakadake      | 14 décembre 1996  |
| (11140) Yakedake        | 2 janvier 1997    |
| (11146) Kirigamine      | 23 novembre 1997  |
| (11149) Tateshina       | 5 décembre 1997   |
| (11151) Oodaigahara     | 24 décembre 1997  |
| (11152) Oomine          | 25 décembre 1997  |
| (11154) Kobushi         | 28 décembre 1997  |
| (11155) Kinpu           | 31 décembre 1997  |
| (11159) Mizugaki        | 19 janvier 1998   |
| (11161) Daibosatsu      | 25 janvier 1998   |
| (11974) Yasuhidefujita  | 24 décembre 1994  |
| (12028) Annekinney      | 9 janvier 1997    |
| (12056) Yoshigeru       | 30 décembre 1997  |
| (12364) Asadagouryu     | 15 décembre 1993  |
| (12365) Yoshitoki       | 17 décembre 1993  |
| (12372) Kagesuke        | 6 mai 1994        |
| (12800) Oobayashiarata  | 27 novembre 1995  |
| (12801) Somekawa        | 2 décembre 1995   |
| (12802) Hagino          | 15 décembre 1995  |
| (12823) Pochintesta     | 2 janvier 1997    |
| (14500) Kibo            | 27 novembre 1995  |
| (14501) Tetsuokojima    | 29 novembre 1995  |
| (14504) Tsujimura       | 27 décembre 1995  |
| (15003) Midori          | 5 décembre 1997   |
| (15335) Satoyukie       | 23 octobre 1993   |
| (15469) Ohmura          | 16 janvier 1999   |
| (15828) Sincheskul      | 23 janvier 1995   |
| (16700) Seiwa           | 22 février 1995   |
| (16788) Alyssarose      | 3 janvier 1997    |
| (20070) Koichiyuko      | 8 décembre 1993   |
| (20073) Yumiko          | 9 janvier 1994    |
| (20120) Ryugatake       | 24 novembre 1995  |
| (21234) Nakashima       | 16 novembre 1995  |
| (21238) Panarea         | 28 novembre 1995  |
| (21326) Nitta-machi     | 8 janvier 1997    |
| (21327) Yabuzuka        | 11 janvier 1997   |
| (21328) Otashi          | 11 janvier 1997   |
| (21900) Oros            | 9 novembre 1999   |
| (22467) Koharumi        | 30 janvier 1997   |
| (26169) Ishikawakiyoshi | 21 décembre 1995  |
| (26500) Toshiohino      | 2 février 2000    |
| (26501) Sachiko         | 2 février 2000    |
| (31402) Negishi         | 7 janvier 1999    |
| (43859) Naoyayano       | 9 janvier 1994    |
| (45500) Motegi          | 27 janvier 2000   |
| (49500) Ishitoshi       | 14 février 1999   |
| (52500) Kanata          | 22 février 1996   |